# Lastra a Signa
Lastra a Signa é uma comuna italiana da região da Toscana, província de Florença, com cerca de 17.916 habitantes. Estende-se por uma área de 43 km², tendo uma densidade populacional de 417 hab/km². Faz fronteira com Carmignano (PO), Montelupo Fiorentino, Montespertoli, Scandicci, Signa.

## Demografia
| Variação demográfica do município entre 1861 e 2011                               |
|                                                                                   |
| Fonte: Istituto Nazionale di Statistica (ISTAT) - Elaboração gráfica da Wikipedia |